# 1,3-Dichloraceton
1,3-Dichloraceton ist ein dichloriertes Derivat des Acetons. Es gehört wie andere halogenierte Acetone zur Stoffgruppe der chlorierten Ketone.

## Eigenschaften
1,3-Dichloraceton liegt bei Raumtemperatur in Form farblos-weißer Kristalle vor. Es ist sehr gut in Alkoholen oder Diethylether löslich. Die Dampfdruckfunktion ergibt sich nach Antoine entsprechend log10(P) = A−(B/(T+C)) (P in bar, T in K) mit A = 4,90009, B = 1937,489 und C = −49,092 im Temperaturbereich von 348 bis 445 K. Die molare Verdampfungsenthalpie beträgt 49,6 kJ·mol−1. 1,3-Dichloraceton bildet erst bei höheren Temperaturen entzündbare Dampf-Luft-Gemische. Die Verbindung besitzt einen Flammpunkt von 95 °C, die Zündtemperatur beträgt 590 °C.

## Verwendung
1,3-Dichloraceton dient als Ausgangsmaterial für die Gewinnung von Cyclopropanolen und Cyclopropanonen.

## Sicherheitshinweise
1,3-Dichloraceton ist sehr giftig, es wird auch über die Haut aufgenommen. Bei Kontakt mit Haut oder Augen treten neben der toxischen Wirkung zudem erhebliche Reizungen bis Verätzungen auf.